# Like I'm Gonna Lose You
"Like I'm Gonna Lose You" là một đĩa đơn của ca sĩ - nhạc sĩ người Mỹ Meghan Trainor và nam ca sĩ John Legend. Đây là đĩa đơn thứ tư từ album phòng thu đầu tay của Meghan, Title.

## Video âm nhạc
Từ ngày 18 tháng 6 năm 2015, Trainor bắt đầu quay video âm nhạc cho "Like I'm Gonna Lose You". Cô ấy giới thiệu video lần đầu tiên tại Quảng trường Thời đại vào ngày 9 tháng 7 năm 2015.

## Xếp hạng
| Bảng xếp hạng (2015)                  | Vị trí cao nhất |
| ------------------------------------- | --------------- |
| Anh Quốc (OCC)                        | 99              |
| Bỉ (Ultratip Wallonia)                | 36              |
| Canada (Canadian Hot 100)             | 30              |
| Hoa Kỳ Billboard Hot 100              | 10              |
| Hoa Kỳ Adult Contemporary (Billboard) | 10              |
| Hoa Kỳ Adult Pop Airplay (Billboard)  | 5               |
| Hoa Kỳ Pop Airplay (Billboard)        | 17              |
| Nam Phi (EMA)                         | 6               |
| New Zealand (Recorded Music NZ)       | 1               |
| Scotland (OCC)                        | 64              |
| Úc (ARIA)                             | 1               |

## Chứng nhận
| Quốc gia                                                                           | Chứng nhận  | Số đơn vị/doanh số chứng nhận |
| ---------------------------------------------------------------------------------- | ----------- | ----------------------------- |
| Canada (Music Canada)                                                              | Vàng        | 40.000^                       |
| Hoa Kỳ (RIAA)                                                                      | Bạch kim    | 1.000.000‡                    |
| New Zealand (RMNZ)                                                                 | 2× Bạch kim | 30.000*                       |
| Úc (ARIA)                                                                          | 2× Bạch kim | 140.000^                      |
| * Chứng nhận dựa theo doanh số tiêu thụ. ^ Chứng nhận dựa theo doanh số nhập hàng. |             |                               |